# Ixodes corwini
Ixodes corwini är en fästingart som beskrevs av Keirans, Clifford och Walker 1982. Ixodes corwini ingår i släktet Ixodes och familjen hårda fästingar. Inga underarter finns listade i Catalogue of Life.